# Новоселиця (станція)
Новосéлиця — проміжна залізнична станція Івано-Франківської дирекції Львівської залізниці на неелектрифікованій лінії Чернівці-Північна — Ларга між роз'їздом Магала (21,5 км) та станцією Мамалига (22,5 км). Розташована в місті Новоселиця Чернівецького району Чернівецької області. 

## Історія
Станція відкрита у 1893 році під час прокладання дільниці, яка сполучила вже наявну гілку Чернівці — Новоселиця (у складі Львівсько-Чернівецько-Ясської залізниці), зі станцією Ларга.
1904 року на прикордонній станції Новоселиця було вперше введено в дію пристосування для безперевантажувальної «передачі» вагонів з російської колії на європейську і зворотно. Керував процесом начальник станції Микола Іванович Кодрян. Він відзначав, що нововведення це має велике майбутнє в сенсі розвитку торговельних відносин між Україною, Австрією і Німеччиною та іншими європейськими державами. Для ознайомлення з технічним нововведенням на бессарабську станцію поспішали приїхати представники торговельних фірм Австро-Угорщини, Німеччини та Румунії. Проблему перевезень пасажирів і вантажів при переході з колії 1524 мм (нині — 1520 мм) на колію 1435 мм була вперше розв'язано молдовським інженером залізничником.

## Подія
19 вересня 2021 року в районі карстових печер на перегоні Новоселиця — Мамалига через підмив ґрунту стався провал у земляному полотні. В результаті поїзд № 118/117 впродовж двох діб запустили в об'їзд — через станції Заліщики та Тернопіль (поїзд не курсував через станції Новоселиця, Ларга, Кам'янець-Подільський, Дунаївці). 21 вересня 2021 року залізничники ліквідували карстовий провал, що утворився на коліях у Чернівецькій області, а рух поїздів на цій ділянці було відновлено.

## Пасажирське сполучення
Через станцію Новоселиця до березня 2020 року курсували приміські поїзди сполученням Чернівці — Ларга — Сокиряни та фірмовий пасажирський поїзд «Буковина» сполученням Чернівці — Київ-Пасажирський, у складі якого курсував вагон безпересадкового сполучення Київ — Бухарест. Наразі пасажирське сполучення по станції припинено на невизначений термін.